# Jorma Taccone
Jorma Christopher Taccone (Berkeley, 19 de março de 1977) é um escritor, comediante, ator e diretor americano. 
De ascendênica italiana e porto-riquenha, Taccone faz parte do grupo de comédia trupe, o The Lonely Island, juntamente com amigos de infância Andy Samberg e Akiva Schaffer.